# 黒河市
黒河市（こくが-し）は中華人民共和国黒竜江省に位置する地級市。
省北部のアムール川の岸辺にあり、対岸のロシア連邦アムール州を望む北辺の町である。

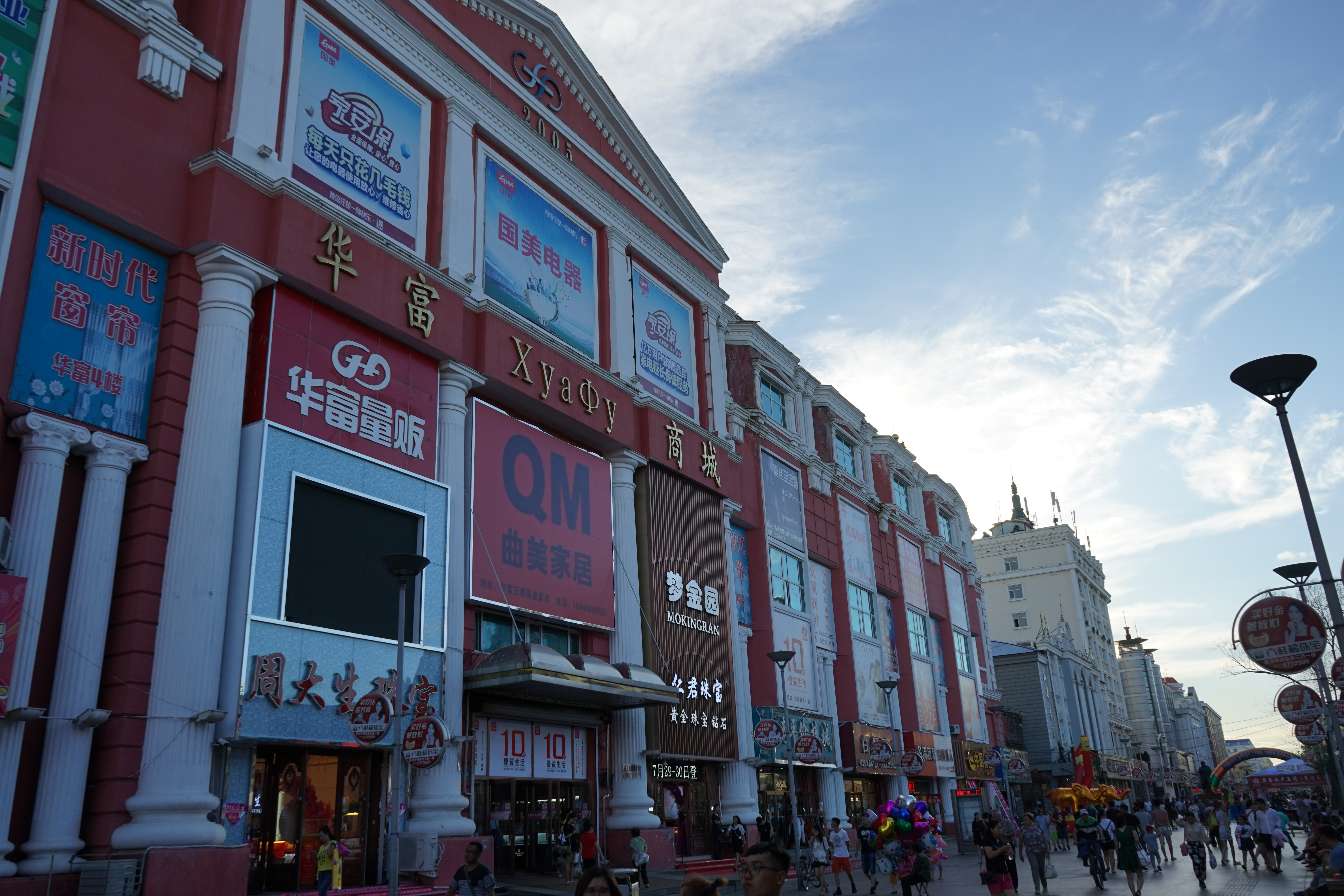
中心街

## 地理
黒河市は黒竜江省北部の黒竜江沿岸に位置し、358キロにわたる国境により下部行政区画である愛輝区、孫呉県城、遜克県城がそれぞれロシアと接する。愛輝区の対岸はロシア極東地区第3の町でアムール州州都のブラゴヴェシチェンスクで、その距離は僅か750メートルである。
この地から西南部国境の雲南省保山市騰衝市まで地図上で引いた線を黒河・騰衝線と称し、中国の人口分布の極端な偏りを示す線とされている。

## 歴史
黒河の旧称は満洲語で「水貂（aihū）」を意味する璦琿(満洲語: ᠠᡳᡥᡡᠨ
ᡥᠣᡨᠣᠨ、転写: aihūn hoton、璦琿城)である。1858年には清朝とロシア帝国の間の国境策定条約であるアイグン条約が締結されている。
黒河に行政区画が設置されたのは清初である。ロシア勢力の南下が進む中、清朝は1683年（康熙22年）12月13日に黒竜江左岸旧璦琿城に黒竜江将軍衙門を設置、1685年（康熙24年）に黒竜江右岸新璦琿城（現在の愛輝鎮）に移転、更に1690年（康熙29年）には墨爾根（メルゲン、現在の嫩江市）に移転、璦琿副都統留守が新璦琿城に設置され、現在の黒河市全域を管轄していた。
中華民国が成立すると黒河道の管轄とされた。満洲国成立後は1934年12月1日に黒河省が設置されている。
満洲国崩壊後は1945年11月19日に黒河地区行政弁事処が設置され嫩江省の管轄とされたが、12月14日には黒河地区行政弁事処は黒竜江省に移管されている。1946年9月7日、黒河専区が成立、翌年には黒嫩両省の合併により黒嫩省へと移管された。1947年2月7日、黒河専区は第五専区に改称されたが、黒嫩省解体に伴い9月17日に再び黒河専区に改編されている。
1967年4月に一時期黒河地区革命委員会と改称されたが、1979年2月8日に黒河地区行政公署に改編され、更に1993年2月8日に黒河地区は地級市の黒河市に改編され現在に至っている。

## 行政区画
1市轄区・3県級市・2県を管轄する。
- 市轄区：
  - 愛輝区
- 県級市：
  - 北安市・五大連池市・嫩江市
- 県：
  - 遜克県・孫呉県

| 黒河市の地図                                  |
| --------------------------------------------- |
| 愛輝区 遜克県 孫呉県 北安市 五大連池市 嫩江市 |

### 年表
この節の出典

#### 黒河地区
- 1949年10月1日 - 中華人民共和国黒龍江省黒河専区が成立。璦琿県・孫呉県・遜克県・呼瑪県が発足。(4県)
- 1952年12月31日 - 松江省仏山県を編入。(5県)
- 1955年11月9日 - 仏山県が嘉蔭県に改称。(5県)
- 1956年11月19日 - 璦琿県が愛輝県に改称。(5県)
- 1960年5月12日 - 嫩江専区北安市を編入。(1市5県)
- 1963年6月29日 - 北安市が分割され、北安県・徳都県が発足。(7県)
- 1964年8月10日 - 呼瑪県の一部が分立し、大ヒンガン嶺特区新林区・呼中区・塔河区となる。(7県)
- 1966年4月20日 - 呼瑪県の一部が大ヒンガン嶺特区塔河区に編入。(7県)
- 1968年 - 黒河専区が黒河地区に改称。(7県)
- 1970年4月1日 (6県)
  - 嘉蔭県が伊春地区に編入。
  - 呼瑪県が大ヒンガン嶺地区に編入。
  - 嫩江地区嫩江県を編入。
- 1980年11月15日 - 愛輝県の一部が分立し、黒河市が発足。(1市6県)
- 1982年12月18日 - 北安県が分割され、北安市・通北県が発足。(2市6県)
- 1983年4月28日 (2市4県)
  - 愛輝県が黒河市に編入。
  - 通北県が北安市に編入。
- 1983年10月28日 - 徳都県の一部が分立し、五大連池市が発足。(3市4県)
- 1993年2月8日 - 黒河地区が地級市の黒河市に昇格。

#### 黒河市
- 1993年2月8日 - 黒河地区が地級市の黒河市に昇格。(1区2市4県)
  - 黒河市が区制施行し、愛輝区となる。
- 1996年1月31日 - 徳都県が五大連池市に編入。(1区2市3県)
- 2019年7月12日 - 嫩江県が市制施行し、嫩江市となる。(1区3市2県)

## 経済
アムール川の中洲、大黒河島は中露辺境貿易の基地となり、黒河口岸を通して対ロシアとの貿易が活発に行われ、市内には国家級経済開発区が設置されている。

## 教育

### 大学
- 黒河学院（中国語版）

## 交通

### 国境検問所
- 黒河口岸（愛輝区）
- 遜克口岸（遜克県）
- 孫呉口岸（孫呉県）

### 航空
- 黒河璦琿空港（中国語版）

### 鉄道
- 中国国家鉄路集団
  - 中国鉄路ハルビン局集団公司
    - 浜北線
    - 斉北線
    - 北黒線
    - 富西線

### 道路
市内の繁華街は中央街などで、バス・タクシーなどが利用できる。
- 高速道路
  - 吉黒高速道路
  -  伊斉高速道路
  -  綏北高速道路
  -  嫩泰高速道路
- 国道
  -  G202国道
  -  G331国道
- 黒河・ブラゴヴェシチェンスク大橋

## 健康・医療・衛生
- 愛輝区人民医院、黒河市第二人民医院、黒河市愛輝区婦幼保健院、北安市第一人民医院、北安市第二人民医院、北安市第三人民医院
- 五大連池市第一人民医院、五大連池市中医医院、嫩江市人民医院、遜克県人民医院、孫呉県人民医院

## 名所・旧跡・観光スポット
観光地は、  
- 黒龍江公園、ロシア商品街、大黒河島国際商貿城
- 黒龍江の遊覧船
- 愛輝歴史陳列館・璦琿古城：アイグン条約の締結地
- 少数民族オロチョン族ダウール族居住地
- 五大連池天然火山地質博物館

## 姉妹都市
- ブラゴヴェシチェンスク、ロシア